# زاهد ظاهرپرست از حال ما آگاه نیست
غزلی با مطلع «زاهد ظاهرپرست از حال ما آگاه نیست»، غزل شمارهٔ ۷۱ از دیوانِ حافظ در تصحیحِ محمد قزوینی و قاسم غنی است.

## در اجراها
عبدالوهاب شهیدی در برنامهٔ شمارهٔ ۱۱۴ از مجموعهٔ برگ سبز این غزل را در آوازِ افشاری اجرا کرده است.